# Débil de mente
Los términos «débil de mente» o «débil mental» fueron usados desde finales del siglo XIX hasta principios del XX, describiendo vagamente una serie de deficiencias mentales, incluyendo lo que ahora se considera retraso mental en sus diversos tipos y grados, y discapacidades del aprendizaje como la dislexia.
Originalmente no se utilizaba como término peyorativo y fue, junto con idiota y moron, considerado como una etiqueta psiquiátrica precisa en su día.
El término médico hace referencia a un síndrome o conjunto de síntomas que afectan principalmente a la esfera afectiva: la tristeza patológica, el decaimiento, la irritabilidad o un trastorno del humor que puede disminuir el rendimiento en el trabajo o limitar la actividad vital habitual, independientemente de que su causa sea conocida o desconocida. Aunque ese es el núcleo principal de síntomas, la depresión también puede expresarse a través de afecciones de tipo cognitivo, volitivo o incluso somático. En la mayor parte de los casos, el diagnóstico es clínico, aunque debe diferenciarse de cuadros de expresión parecida, como los trastornos de ansiedad. La persona aquejada de depresión puede no vivenciar tristeza, sino pérdida de interés e incapacidad para disfrutar las actividades lúdicas habituales, así como una vivencia poco motivadora y más lenta del transcurso del tiempo.
El psicólogo estadounidense Henry H. Goddard, creador del término moron, fue director de la 'Escuela de Formación Vineland', antes 'Hogar de Nueva Jersey para la educación y cuidado de niños débiles de mente', en Vineland, Nueva Jersey (Vineland Training School, New Jersey Home for the Education and Care of Feebleminded Children). Goddard era conocido por postular, convincentemente, que la debilidad mental era un rasgo hereditario, probablemente debido a un solo gen recesivo. Goddard provocó la alarma eugenésica con su trabajo de 1912 La familia Kallikak: Un estudio de la herencia de la debilidad mental (The Kallikak Family: A Study in the Heredity of Feeble-Mindedness), donde hablaba de aquellos que portaban el gen recesivo a pesar de su aparente 'normalidad'.
En la primera mitad del siglo XX, la debilidad mental en cualquiera de sus grados era un criterio común para la esterilización obligatoria en muchos estados de los Estados Unidos.
En la historia de Jack London de 1914, Told in the Drooling Ward, se describe a los residentes de una institución para débiles mentales de California. Una institución como esa existía al lado del rancho de London en Glen Ellen, California, el 'Hogar de California para la educación y cuidado de niños débiles de mente', ahora conocida como 'Centro de Desarrollo de Sonoma' (California Home for the Care and Training of Feeble-minded Children, Sonoma Developmental Center). Es una historia narrada desde el punto de vista de un peculiar débil mental de alto grado.
En la actualidad, la debilidad mental se corresponde con una forma leve de retraso mental (F70), según el CIE-10 publicado por la Organización Mundial de la Salud (OMS).